# Teledía
Teledía es un noticiero informativo uruguayo emitido por Canal 4 desde 1990. El mismo cuenta con dos ediciones, Teledia primera hora y Teledia al mediodía. 

## Creación
Fue creado en 1991, como el primer y único noticiero del mediodía en Uruguay. Desde sus comienzos, el mismo es emitido desde el mismo estudio de Telenoche y se emite todos los días de la semana, a partir de las 12:30. 
En el año 2017, el noticiero de la mañana, Telebuendía, creado en 2012, paso a llamarse Teledía primera hora.
En 2018, Adriana del Capellán, quien conducía la primera edición de Teledía desde sus inicios, decide dejar la conducción del mismo. Por lo que su lugar pasó a ser ocupado por Viviana Aguerre, quien conducía desde hace varios años, la edición mediodía de Teledía. Ese mismo año, el espacio de entrevistas de la primera mañana es levantado del aire.

## Presentadores
Primera hora
- Viviana Aguerre
- Nicolás Nuñez

Mediodía
- Yisela Moreira
- Roberto Hernández

Sábados
- Leonardo Pedrouza

Domingos
- Mariela Martínez

## Presentadores anteriores

#### Teledia primera hora (o Telebuendia)
- Daniel Castro
- Adriana del Capellán
- Federico Paz

#### Teledía
- Carolina Garcia
- Daniel Castro[4]
- Viviana Aguerre
- Guillermo Lussich